# Crystal Palace National Sports Centre

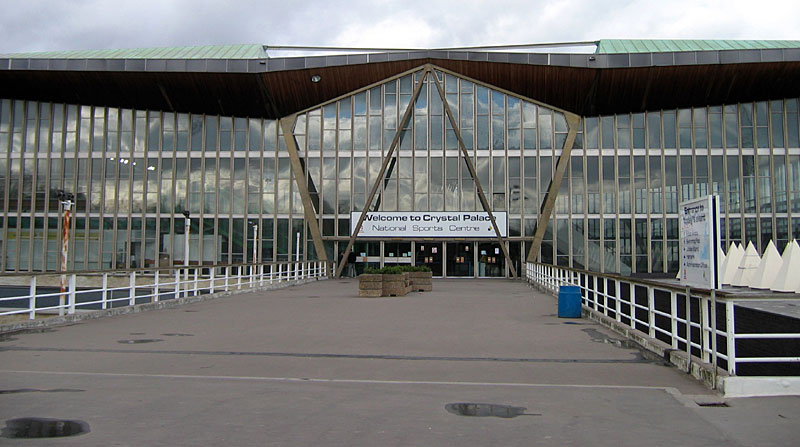
Das National Sports Centre

Das Crystal Palace National Sports Centre ist ein großes Sport- und Trainingszentrum mit einem Leichtathletikstadion in Crystal Palace, einem Stadtteil von London, Vereinigtes Königreich.

## Geschichte
Das Sportzentrum wurde 1964 im Crystal Palace Park nahe dem ehemaligen Crystal Palace, dem 1936 abgebrannten Wahrzeichen der Great Exhibition, erbaut. Das Zentrum war auch Hauptbestandteil des ehemaligen Grand-Prix-Kurses von Crystal-Palace. Es gehört zu den fünf größten Sportzentren in England und wird vom Unternehmen Greenwich Leisure Limited betrieben.
Das Leichtathletikstadion hat eine Zuschauerkapazität von 15.500, die temporär auf 24.000 erhöht werden kann. Der Komplex umfasst auch ein 50-m-Schwimmbecken, das bis zur Fertigstellung des London Aquatics Centre für die Olympischen Spiele 2012 das einzige in der britischen Hauptstadt war.

## Fußball
Das heutige Leichtathletikstadion war die Heimstätte des englischen Fußballklubs Crystal Palace bis zu dessen Umsiedlung 1915. Im Stadion wurden von 1895 bis 1914 die Finalspiele des FA Cup ausgetragen. Die größte Zuschauerzahl in seiner Geschichte hatte das Stadion beim Finale 1913 zwischen Aston Villa und dem AFC Sunderland, als sich 121.219 Fans ins Stadion quetschten. Zwischen 1897 und 1911 bestritt die englische Fußballnationalmannschaft fünf Länderspiele in diesem Stadion.

## Rugby
Am 2. Dezember 1905 wurde das allererste Spiel der englischen Rugby-Union-Nationalmannschaft gegen Neuseeland ausgetragen, welches die Neuseeländer mit 15:0 gewannen. Bis Ende der 1980er Jahre spielte der Rugby-Club Fulham RLFC im Sportzentrum.

## Cricket
Von 1898 bis 1908 trug der in diesen Jahren existente London County Cricket Club seine Spiele im Stadion aus. Der Verein hatte viele damalige Weltklassespieler in seinen Reihen und spielte von 1900 bis 1904 in der ersten englischen Cricket-Liga. Nachdem die Geldgeber ausstiegen, wurde der Klub 1908 aufgelöst.

## Basketball
Im Sportzentrum befindet sich eine Basketball-Halle für 3.500 Zuseher. Derzeit spielt die Mannschaft London City Royals aus der höchsten britischen Liga in der Halle. In früheren Jahren war sie auch die Heimspielstätte der London Towers sowie der Basketball-Mannschaft von Crystal Palace.

## Motorsport
Der Crystal Palace Race Circuit war Hauptbestandteil des heutigen Areals. Teile der Rennbahn sind heute noch im Areal sichtbar. Die Rennstrecke wurde 1927 eröffnet. Das erste Rennen für Motorräder fand am 21. Mai 1927 statt. Die Strecke war 1,6 km lang und ging durch den Park. Bis zum Abriss 1974 wurden Formel 2, Formel 3 und nicht zur Weltmeisterschaft gehörende Formel-1-Rennen auf der Strecke ausgetragen.